# برچسب: بازی ترور
برچسب: بازی ترور (به انگلیسی: Tag: The Assassination Game) فیلمی محصول سال ۱۹۸۲ و به کارگردانی نیک کسل است. در این فیلم بازیگرانی همچون رابرت کارادین، لیندا همیلتون، کریستین دی‌بل، پری لانگ، جان منگاتی، مایکل وینسلو، فرازر اسمیت، زاندر برکلی، بروس ابوت و فارست ویتاکر ایفای نقش کرده‌اند.